# Jay Ryan
Jay Ryan (Auckland, 29 augustus 1981) is een Nieuw-Zeelandse acteur. Hij is vooral bekend door zijn rollen als Jack Scully in de soap Neighbours en Mark Mitcham in de dramaserie Top of the Lake. Ryan brak door op het witte doek met het spelen van de volwassen Ben Hanscom in de horrorfilm It Chapter Two uit 2019, een vervolg op It uit 2017, gebaseerd op de gelijknamige roman uit 1986 van Stephen King.